# Онуфрейчук Володимир
Онуфрейчук Володимир (15 липня 1900, Дубечне, Ковельський повіт, Волинська губернія, Російська імперія — ?) — посол 5 каденції Сейму Польської республіки (1938—1939).
Навчався у школах Ковеля та Козятина.
У 1918—1920 рр. був військовослужбовцем Армії УНР. З 1932 р. — війт гміни Нова Чортория, з 1933 р. — війт гміни Щурин, з 1937 р. — податковий референт при магістраті м. Володимир. Член Волинського комітету допомоги голодуючим на Україні. Активіст українських політичних та громадських організацій.